# 肯尼斯·威爾森
肯尼斯·格德斯·威爾森（英語：Kenneth Geddes Wilson，1936年6月8日—2013年6月15日），美国理论物理学家，利用電腦研究粒子物理學的先驅。於1982年，他因為相變研究而获得诺贝尔物理学奖，他的研究為不同現象的微妙本質提供了詳細解釋，這些現象包括冰的熔解及磁性的出現。這項研究是威爾森對重正化群基礎研究的一部份。他的同行都把他譽為理論物理學的偉人。
威爾森對物理學主要的影響在於開發了一套詳細的尺度理論：系統的基本屬性和力隨量度的尺度而定。為了計算相變是如何產生的，他制定了一套“分而攻之”的策略，把每一個尺度分開考慮，然後巧妙地應用重正化群理論，把相鄰尺度的連結抽象化。這種做法為統計力學的相變和臨界現象提供了深切的瞭解，使精確的計算變得可能。利用他所創的“自旋塊”技巧，他通過說明就解決了數個實在的數學樣式。在固體物理學中，重整群有一個重要課題，叫近藤效應，而它就是由威爾森本人解決的。
然後他延伸這些對尺度的理解，去解答量子場論與算子積展開性質的基礎問題，還有解釋重整群的物理意義。
他還開發了晶格規範理論，並成功把最初不能用電腦解決的強相互作用計算帶入了電腦，從而加深了科學家們對強子內夸克禁閉的理解。他還釐清在這樣的一套晶格中的手徵性對稱，這項對稱是基本粒子相互作用的一項至關重要的特徵。

## 生平
威爾森在1936年1月8日出生於美國麻省的沃爾瑟姆，他是家中六個孩子中的長子，父親艾德格·布萊特·威爾森（Edgar Bright Wilson）是哈佛大學一名著名的化學家，對微波發射作出過重要貢獻。他的母親曾受訓成為物理學者。威爾森上過好幾家不同的學校，包括英國牛津的莫德林學院學校，最後轉到賓夕法尼亞州的喬治學校。
他進入了哈佛大學，主修數學，曾在威廉·洛威爾·普特南（William Lowell Putnam）數學比賽中兩度名列前五名。他同時是一名徑賽項目的健將，代表哈佛參加一英哩賽跑項目。他在暑假期間曾於伍茲霍爾海洋研究所工作。他於1961年在加州理工學院獲得博士學位，導師為默里·蓋爾曼。
1963年，他進入康乃爾大學物理系任教，並於1970年成为教授。在這段時期，他還同時在斯坦福直線加速器中心進行研究。他於1974年在康乃爾升任詹姆斯·A·威克斯（James A Weeks）講座教授。
1980年，他獲頒沃爾夫物理學獎，當年與他分享獎項的是邁克爾·菲沙（Michael Fisher）與利奧·卡達諾夫（Leo  Kadanoff）。
1982年，他獲頒諾貝爾物理學獎，獲獎原因是他將量子場論，與二階相變的臨界現象統計理論結合，即創立了重正化群理論，這個研究方法對後來的研究影響深遠。
1985年，他獲聘為康乃爾科學與工程理論及模擬中心（即現在的康乃爾高階電腦中心）的院長，該中心為美國國家科學基金會所創立的五個超級電腦中心的其中一個。威爾森博士於1988年轉往俄亥俄州立大學任教，並於2008年退休。在逝世之前，威爾森還活躍於研究物理學教育。
他的博士學生包括羅曼·賈基夫（Roman Jackiw）、邁克爾·佩斯金、塞爾日·呂達（Serge Rodaz）、保罗·金斯巴格及史蒂芬·R·懷特（Steven R. White）。
威爾森的弟弟大衛也是康乃爾大學的教授，任職於分子生物學及基因學系，而威爾森自1982年的妻子，艾莉森·威爾森（Alison Wilson）則是一位著名的電腦學家。
2013年6月15日，他在美國緬因州的索科逝世，享年77歲。

## 獎項及榮譽
- 1973年丹尼·海涅曼數學物理獎
- 1975年波茲曼獎
- 1980年沃爾夫獎
- 1981年哈佛大學榮譽理學博士
- 1981年加州理工學院傑出校友獎
- 1982年富兰克林奖章
- 1982年諾貝爾物理學獎
- 1984年A·C·埃林根（A C Eringen）獎
- 1993年阿尼蘇爾·拉曼（Aneesur Rahman）獎
- 1998年美國物理學會會士
- 1996年澳洲國立大學名譽週年董事